# エッペルハイム
エッペルハイム (ドイツ語: Eppelheim, ドイツ語発音: [ˈɛpl̩ha‿im] ( 音声ファイル)) はドイツ連邦共和国バーデン＝ヴュルテンベルク州ライン＝ネッカー郡に属す小都市。州北西部に位置し、隣接する上級中心都市ハイデルベルクの影響下にある。

## 地理

### 位置と隣接する市町村
エッペルハイムはライン＝ネッカー大都市圏に含まれる。オーバーライン地溝帯内のネッカー川沿い、オーデンヴァルトへ続く斜面からわずか数km南西に位置し、市内をアウトバーンA5号線がハイデルベルクのプファッフェングルント地区へ走っている。
市域はほとんど郡庁所在地のハイデルベルクに取り囲まれている。すなわち、北はヴィープリンゲン区、東はプファッフェングルント区、南はキルヒハイム区と境を接している。西側だけは、ライン＝ネッカー郡に属す町村のプランクシュタットが位置する。

### 市の構成
エッペルハイムの市域は一体化しており、市区は存在していない。市内の異なる場所を明示的に話す場合、その方位で示すことがよくある（たとえばノルトオスト・エッペルハイム（北東エッペルハイム）といった具合である）が、その明確な境界は存在しない。

## 歴史
周辺で発見された新石器時代、青銅器時代、鉄器時代、ローマ時代、中世初期の考古学的遺品は、現在の市域に古くから人が住んでいたことを物語っている。エッペルハイムが初めて文献上に記されたのは770年のロルシュ文書に含まれる贈与証明書で、Ebbelenheimの名前で記録されている。11世紀以降、エッペルハイムは典型的なプファルツ選帝侯領の小村であった。18世紀に入るまで、その人口は150人に満たなかった。エッペルハイムの村は、数ある中でも1689年に手ひどい破壊を受けた。この年の1月28日、周辺の他の町や村と同じく、プファルツ継承戦争のフランス軍により焼き討ちされたのであった。
その後エッペルハイムは再建され、ゆるやかに人口を増やしていったが、20世紀にはいると爆発的に人口が増加した。1905年に2,644人であった人口は、1997年には13,904人となっていた。20世紀には平均以上に多くのエッペルハイム住民がレンガ積みの職に就いており、1908年の時点でその数は400人を超えた。このためエッペルハイムは、レンガ積み職人の町として知られている。

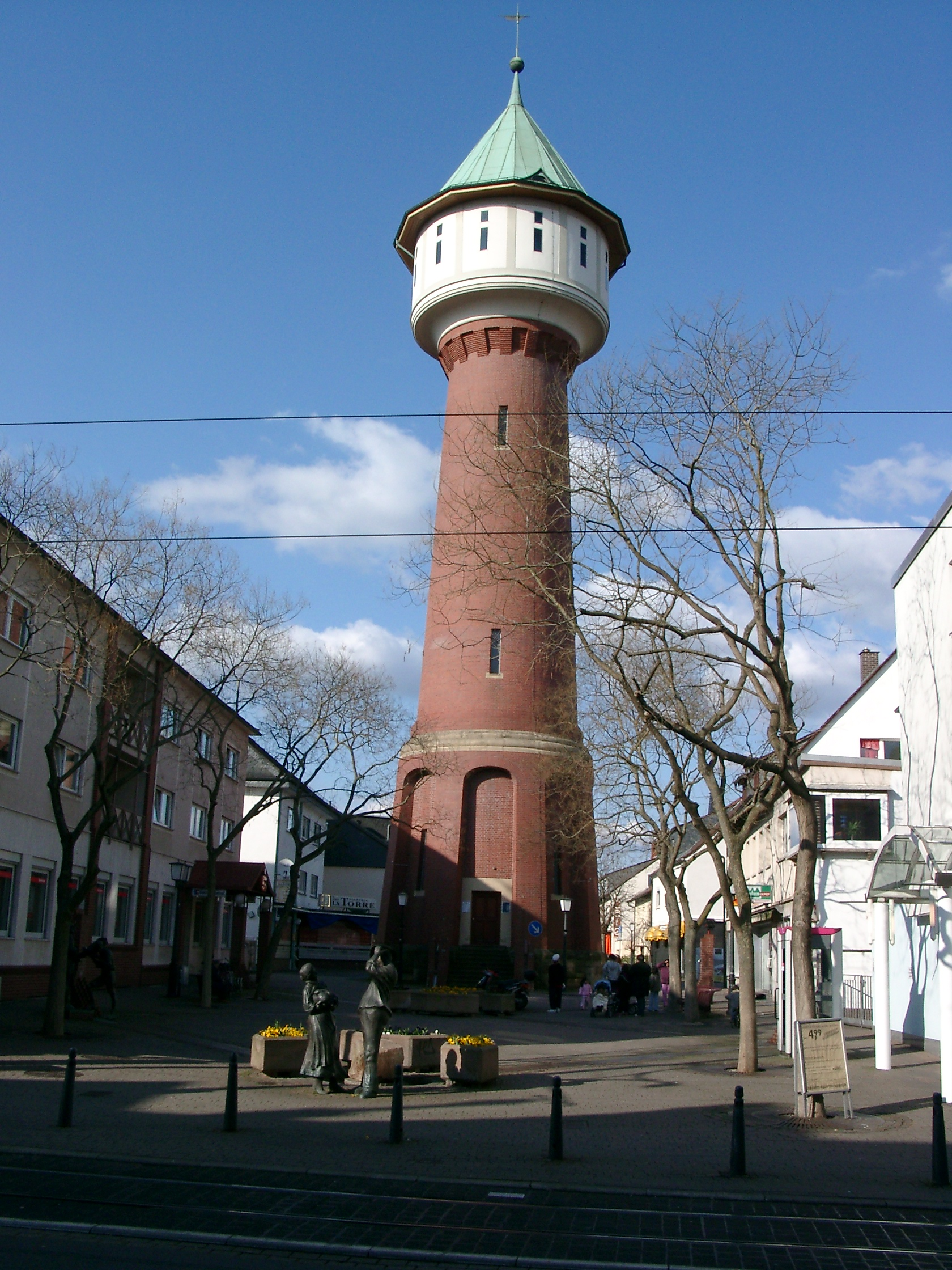
エッペルハイムの水道塔

1998年、バーデン＝ヴュルテンベルク州によって、エッペルハイムは市に昇格した。2007年に市長のメルラインは、社会奉仕活動に参加した学生を一学期あたり60人ほどの規模で授業料を免除するという提案を行い、広く注目を集めた。220m3の容量のタンクを持つ、街の象徴的建造物である水道塔は1983年から使われていなかったが、2007年に建造100年を記念して外観が修復された。
| 年   | 1439   | 1577   | 1692   | 1727   | 1785   | 1802   | 1905  | 1933  | 1939  | 1960  | 1970   |
| ---- | ------ | ------ | ------ | ------ | ------ | ------ | ----- | ----- | ----- | ----- | ------ |
| 人口 | 55     | 100    | 63     | 127    | 434    | 502    | 2,644 | 4,062 | 4,141 | 7,330 | 11,731 |
|      |        |        |        |        |        |        |       |       |       |       |        |
| 年   | 1991   | 1995   | 2000   | 2005   | 2010   | 2015   |       |       |       |       |        |
| 人口 | 13,605 | 13,360 | 13,927 | 14,461 | 15,014 | 15,177 |       |       |       |       |        |

### 宗教
プファルツ選帝侯領の他の地域と同じく、エッペルハイムにも選帝侯オットハインリヒによって宗教改革がもたらされ、これによりこの町はプロテスタント化した。現在はバーデン・プロテスタント地方教会シュヴェツィンゲン教区に属すパウル教会は、1812年3月22日に落成した。この教会の最も古い現存部分は塔の入り口部分で15世紀後半の建築である。教会内には、ハリー・マクリーンにより1953年に作成されたミヒャエルの窓や「善き牧人イエス」「聖霊降臨」などがある。「天地創造」と「荒野の食事」の像は新しい公民館のために1993年9月、亡くなる数ヶ月前に作成されたものである。この作品のオリジナルデザインは、永久貸与の形でプロテスタント教会が保管している。
カトリックも1878年に独自の教会堂 ヨーゼフ教会を獲得した。この教会は現在では、時折用いられるだけで、カトリックの聖ヨーゼフ教会の主教会堂はルドルフ・ヴィルト通りのクリストケーニヒ教会となっている。2006年以降、フライブルク大司教区に属すこの教会は、プファッフェングルントの聖マリア教会、ヴィープリンゲンの聖バルトロマイ教会とともにハイデルベルク＝ヴァインハイム首席司祭区に属すクリストフォス教区（旧ハイデルベルク西教区）を形成している。
全住民のうち、5,187人がプロテスタント、4,537人がカトリック、4,412人がその他の宗教または無宗教である。

## 行政

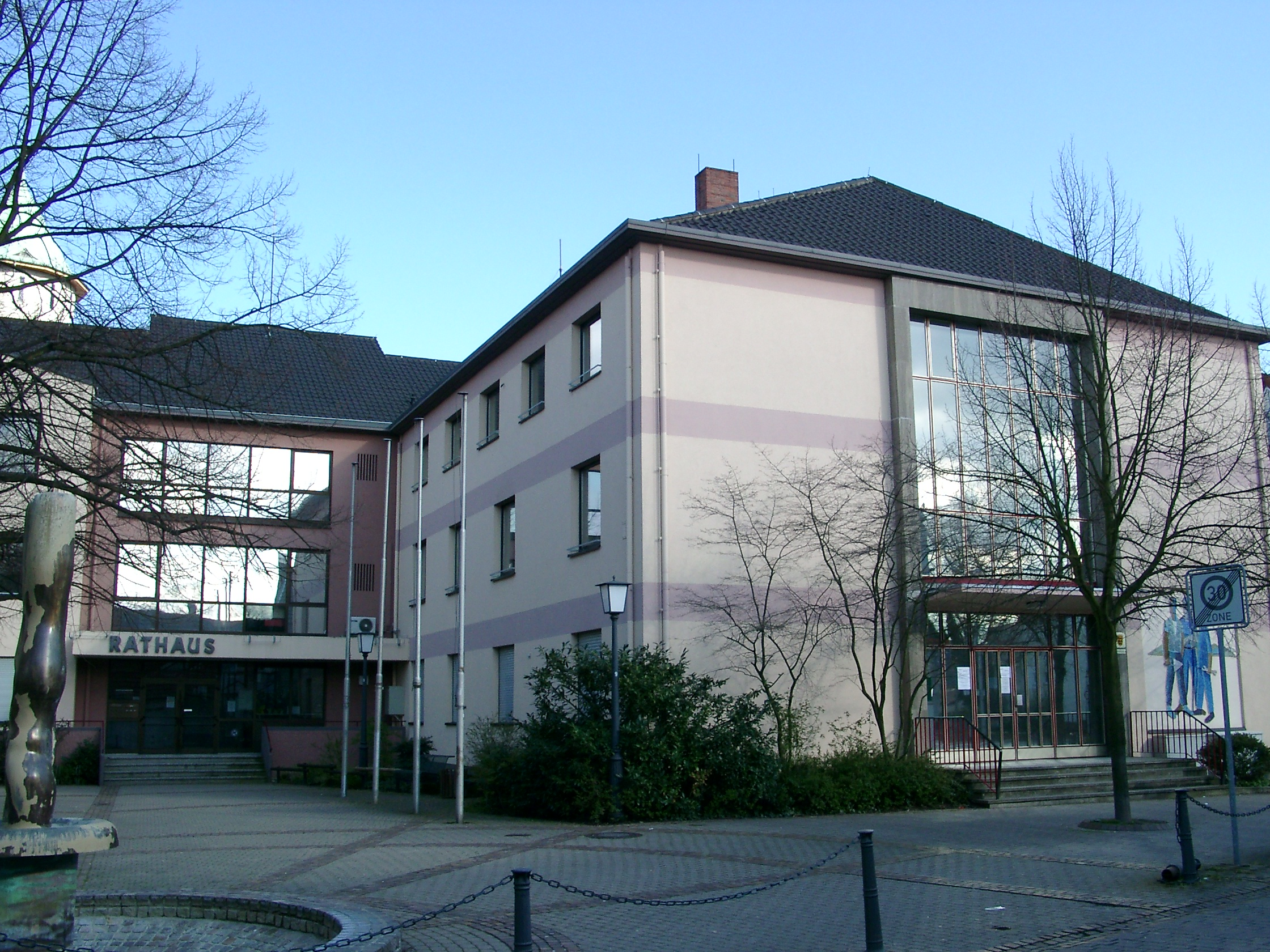
エッペルハイム市役所

### 市議会
エッペルハイム市議会は、2004年6月13日の選挙時点で22人の議員からなる。

### 紋章
図柄: 赤字に青の帝国宝珠に金の金具とクローバーの形をした飾りの付いた金の十字架。
この紋章は1900年に採用されたが、起源は1699年の裁判所の印章にさかのぼる。おそらく、街の名前の「Eppel」が「Äpfel」（=リンゴあるいは丸い物の意味で、帝国宝珠=Reichsapfelである）に由来すると考えた民間語源説によっているというのが有力な説である。もう一つ疑わしいものとしては、帝国宝珠はライン宮中伯の位階を示す物であり、領主であったプファルツ選帝侯を示す物だという説もある。旗は、黄色 – 赤で、1959年に内務省の認可を得た。

### 友好都市
- ヴィルテン（ドイツ、ザクセン州）1989年
- ダマリー＝レ＝リス （フランス、セーヌ＝エ＝マルヌ県）1996年

この他、ハンガリーのVértesacsa、イタリアのモンテベッルーナとも友好的な関係を築いている。

## 文化と見所
ライン＝ネッカー・ハレでの催し物が、地域的には知られている。

### 年中行事
- 10月第1週末: キルメス[訳注 1]・街道祭
- 11月11日: マルティン・パレード

## 経済と社会資本

### 企業
エッペルハイム最大の雇用主は、市南部で1400人の従業員を持つRudolf-Wild-Werke（食品会社）である。この会社は雇用の他にも、その法人税により、市の行政計画の重要なファクターとなっている。

### 交通

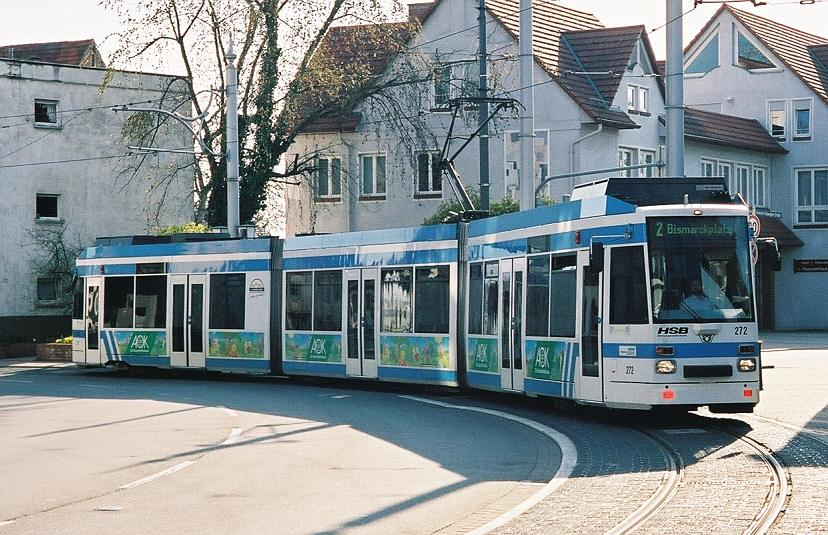
エッペルハイムの路面電車

エッペルハイムは、アウトバーンA5号線に直接面しており、ハイデルベルク/シュヴェツィンゲン・インターチェンジまたは、ハイデルベルク＝ヴィープリンゲン・インターチェンジから連邦道656号線を使ってアクセスする。
ライン＝ネッカー交通のハイデルベルク路面電車22系統が、この街と隣接する大学都市ハイデルベルクとの間を頻繁に運行している。また、ハイデルベルクへは他の公共交通機関も利用できる。路面電車の、この街から先のプランクシュタットやシュヴェツィンゲンに至る区間は廃止され、現在ではライン＝ネッカー・バス交通(BRN)のバス路線713系統が走っている。エッペルハイム市内は、BRNの732系統、いわゆるシティーバスが運行している。エッペルハイムはライン＝ネッカー交通連盟のサービス提供地域に含まれている。

## 人物

### 出身者
- カール・フリードリヒ・ベンダー（1806年 – 1669年）神学者、教育者

## 訳注
1. ↑  キルメス (ドイツ語: Kirmes) は教会開基祭を起源とする民俗祭である。